# 金鍾旼
金鍾旼（1979年9月24日—），韓國男藝人，漢名常被譯為金鐘民。
他於韓國牧園大學修讀德國語言及文學，於1996年以伴舞身份出道，為嚴正化伴舞而大受歡迎，後成為韓國著名樂隊高耀太的男主音。金鍾旼經常參與很多韓國綜藝節目，例如SBS電視台的《情書》及KBS電視台的《女傑六》等，獲得較高的曝光率，由於他的單純及傻頭傻腦的形象，又時常在節目中搬出精警古怪的詩詞，故積累了不少的知名度。

## 音樂

### 單曲
- 2011年4月26日：《오빠 힘내요》
- 2012年5月11日：《두근두근》
- 2014年9月3日：《살리고 달리고》
- 2020年5月27日：The path I chose (Feat.YDG) (내가 선택한 길(Feat.YDG))

## 綜藝節目

### 嘉賓出演
| 日期                           | 播出頻道  | 節目名稱                       | 備註                                                         |
| ------------------------------ | --------- | ------------------------------ | ------------------------------------------------------------ |
| 2004年12月18日－2005年2月12日  | SBS       | 《情書》 (第一季)              | 第5－8期                                                     |
| 2005年10月29日－2006年5月20日  | SBS       | 《情書》 (第二季)              | 第14、16－27期                                               |
| 2006年5月27日－2006年10月21日  | SBS       | 《情書》 (第三季)              | 第1-10期                                                     |
| 2003年11月8日－2005年12月4日   | SBS       | 《X-Man 》 (第一季)            | 第1－4、6－7、9－12、14－16、24、26－29、45－49              |
| 2003年11月10日－2003年12月15日 | SBS       | 《夜心萬萬》                   |                                                              |
| 2005年9月25日－2007年4月29日   | KBS       | 《女杰》 (第一季)              |                                                              |
| 2010年1月13日                  | MBC       | 《黃金漁場》                   |                                                              |
| 2011年4月14日                  | MBC       | 《黃金漁場》                   |                                                              |
| 2012年4月3日                   | KBS       | 《乘勝長驅》                   | 第133集                                                      |
| 2012年10月16日                 | KBS       | 《乘勝長驅》                   |                                                              |
| 2013年5月29日                  | MBC       | 《黃金漁場》                   | 第283集                                                      |
| 2014年7月8日                   | Mnet      | 《4種秀》                      | 第11集                                                       |
| 2015年3月27日－2015年5月22日   | SBS       | 《叢林的法則》                 | 第154集－162集                                               |
| 2015年10月3日－2015年10月31日  | MBC       | 《無限挑戰》                   | 第448－452集                                                 |
| 2016年3月17日                  | KBS       | 《歡樂在一起》                 | 第440集                                                      |
| 2016年6月6日－2016年6月13日    | JTBC      | 《拜託了冰箱》                 | 第82、83集                                                   |
| 2016年7月1日－2016年7月8日     | KBS       | 《歡迎SHOW》                   | 第9、10集                                                    |
| 2016年7月2日                   | JTBC      | 《認識的哥哥》                 | 第31集                                                       |
| 2016年7月30日                  | KBS       | 《戰鬥旅行》                   | 第16集                                                       |
| 2016年12月26日                 | TV朝鮮    | 《偶像盛宴》                   | 第6集                                                        |
| 2017年1月7日－2017年1月14日    | MBC       | 《無限挑戰》                   | 第514、515集                                                 |
| 2017年1月23日                  | JTBC      | 《非首腦會談》                 | 第134集                                                      |
| 2017年1月27日－2017年2月3日    | KBS       | 《歌曲之爭—勝負》              | 第14集、第15集                                               |
| 2017年2月2日                   | JTBC      | 《我要開動了》                 | 第26集                                                       |
| 2017年2月3日－2017年2月10日    | SBS       | 《我家的熊孩子》               | 第23、24集                                                   |
| 2017年2月28日                  | KBS       | 《寄宿房的女兒們》             | 第3集                                                        |
| 2017年3月16日                  | Mnet      | 《看見你的聲音4》              | 第3集                                                        |
| 2017年3月22日－2017年4月19日   | tvN       | 《吃貨48小時》(第二季)         | 第6-10集                                                     |
| 2017年4月22日                  | tvN       | 《SNL Korea9》                 | 第5集                                                        |
| 2017年4月27日                  | Mnet      | 《看見你的聲音4》              | 第9集                                                        |
| 2017年5月31日                  | MBC       | 《黃金漁場》                   | 第482集                                                      |
| 2017年6月12日－2017年6月19日   | tvN       | 《島劍客》                     | 第5、6集                                                     |
| 2017年8月18日                  | tvN       | 《人生酒館》                   | 第32集                                                       |
| 2017年10月1日－2017年12月24日  | SBS       | 《我家的熊孩子》               | 第56－58集、第61－63集、第68集                               |
| 2017年3月31日                  | MBC       | 《無限挑戰》                   | 第560集                                                      |
| 2018年2月2日－2018年4月6日     | SBS       | 《叢林的法則》                 | 第302集－310集                                               |
| 2018年4月8日－2018年10月7日    | SBS       | 《我家的熊孩子》               | 第82－84集、第87集、第89集、第96集、第98集、第105集、第107集 |
| 2018年11月10日－2018年12月1日  | tvN       | 《窮遊豪華團》                 | 第49－52集                                                   |
| 2019年1月6日                   | SBS       | 《我家的熊孩子》               | 第120集                                                      |
| 2019年2月23日                  | tvN       | 《认识的哥哥》                 | 第168集                                                      |
| 2019年2月24日                  | SBS       | 《我家的熊孩子》               | 第127集                                                      |
| 2019年3月2日－2019年3月30日    | SBS       | 《叢林的法則》                 | 第353集－357集                                               |
| 2019年3月9日－2019年3月30日    | tvN       | 《窮遊豪華團》                 | 第66－69集                                                   |
| 2019年5月19日                  | SBS       | 《我家的熊孩子》               | 第139集                                                      |
| 2019年5月27日                  | tvN       | 《大腦性感的時代－問題的男人》 | 第209集                                                      |
| 2019年6月23日                  | SBS       | 《我家的熊孩子》               | 第144集                                                      |
| 2019年8月11日                  | tvN       | 《完美搭档》                   | 第9集                                                        |
| 2019年8月21日                  | tvN       | 《无论什么friends》            | 第6集                                                        |
| 2019年9月3日                   | MBN       | 《最佳的一击》                 | 第8集                                                        |
| 2019年9月1日－2019年9月8日     | tvN       | 《Player》                     | 第8集－9集                                                   |
| 2019年11月9日                  | sky Drama | 《We Play》                    | 第6集                                                        |
| 2019年11月13日                 | tvN       | 《星期三是音樂節目》           | 第7集                                                        |
| 2019年12月18日                 | MBC       | 《黃金漁場》                   | 第648集                                                      |
| 2020年1月23日                  | KBS       | 《歡樂在一起》                 | 第624集                                                      |
| 2020年2月5日－2020年2月26日    | MBN       | 《Trot女王》                   | 第1集－4集                                                   |
| 2020年3月22日                  | JTBC      | 《和明星直接交易-流浪市场》    | 第6集                                                        |
| 2020年3月31日                  | TVN       | 《守美的飯饌》                 | 第95集                                                       |
| 2020年4月21日                  | JTBC      | 《只走錢路吧 - 精算會谈》      | 第11集                                                       |
| 2020年4月24日                  | KBS       | 《搞笑演唱会》                 | 第1044集                                                     |
| 2020年6月30日－2020年7月7日    | TVN       | 《更窮遊豪華團》               | 第116集－117集                                               |
| 2020年7月8日                   | MBC       | 《一周偶像》                   | 第467集                                                      |
| 2020年7月14日                  | KBS       | 《对决！唱歌真好》             |                                                              |
| 2020年7月15日                  | TV朝鲜    | 《bbong仙花学堂》              | 第10集                                                       |
| 2020年7月19日                  | JTBC      | 《和明星直接交易-流浪市场》    | 第23集                                                       |
| 2020年7月20日                  | MBN       | 《来吧》                       | 第8集                                                        |
| 2020年9月5日－12月26日         | MBC       | 《玩什麼好呢》                 | 第58集－第73集                                               |
| 2022年4月29日                  | TVN       | 《第六感3》                    | 第7集                                                        |

### 固定綜藝
| 日期                               | 播出頻道  | 節目名稱                    | 集數                        | 成員                                                                                              | 備註                             |
| ---------------------------------- | --------- | --------------------------- | --------------------------- | ------------------------------------------------------------------------------------------------- | -------------------------------- |
| 2003-11-10～2003-12-15             | KBS       | 《Happy Sunday - 准備好了》 | 第1-12集                    |                                                                                                   | 固定嘉賓                         |
| 2007-08-05～2012-2-26              | KBS       | 《兩天一夜》(第一季)        | 第1-18集、第124-232集       | 殷志源、李壽根、姜鎬童、池相烈、盧弘喆、金C、李昇基、MC夢、嚴泰雄、尚根                           | 固定成員（因服兵役中途退出兩年） |
| 2012-03-04～2013-11-24             | KBS       | 《兩天一夜》(第二季)        | 第1-89集                    | 柳海真、李壽根、金勝友、周元、成始璄、車太鉉、嚴泰雄                                              | 固定成員                         |
| 2013-12-01～2019-03-10             | KBS       | 《兩天一夜》(第三季)        | 第1-258集                   | 金俊昊、鄭俊英、金柱赫、車太鉉、Defconn                                                           | 固定成員                         |
| 2016-02-12～2016-04-30             | MBC       | 《申東燁與單身漢派對》      | 第1-12集                    | 申東燁、曹世鎬、N(VIXX)、強仁、銀赫                                                               |                                  |
| 2017-03-13～2017-04-17             | tvN       | 《鬧怪食堂》                | 第1-6集                     | 金龍萬、徐章煇、P.O(Block B)                                                                      | 成員                             |
| 2017-01-30、2017-06-24～2017-08-12 | SBS       | 《握拳汽笛船》              | 试播、第11-13集、第16-18集  | 金炳萬、陸重烷(玫瑰旅館)、金鍾旼、李常敏、姜藝媛及陸星材(BTOB)                                    | 成员                             |
| 2017-07-12～2017-07-26             | SBS       | 《男性朋友女性朋友》        | 第1-3集                     | 鄭俊英、高恩雅、申智、藝智苑、李載允、許正民、李在源、朴初熙                                      | 成員                             |
| 2017-10-14～2018-01-06             | SBS       | 《Master Key》              | 第1-3集、第8-9集、第11-12集 |                                                                                                   | 固定成員                         |
| 2018-01-10～2018-01-11             | SBS       | 《盒子生活》                | 第1-2集                     | 金生珉、金淑、朱玄、李常敏                                                                        | 試播                             |
| 2018-01-19～2018-03-16             | tvN       | 《善良地活吧》              | 第1-9集                     | 金甫城、朴建炯、Don Spike、柳炳宰、金秦禹、權玄彬                                                 | 固定成員                         |
| 2018-02-17～2018-06-12             | KBS       | 《讓我留宿一晚》            | 第1-12集                    | 李常敏                                                                                            | 固定成員                         |
| 2018-05-04～2018-06-01             | Netflix   | 《明星來解謎》              | 第1-10集                    | 劉在錫、李光洙、朴敏英、安在旭、吳世勳、金世正                                                    | 固定成員                         |
| 2018-07-01～2018-09-23             | tvN       | 《大逃出》                  | 第1-13集                    | 姜鎬童、金東炫、神童、柳炳宰、P.O                                                                 | 固定成員                         |
| 2018-09-16～2019-02-21             | TV朝鮮    | 《戀愛的滋味》(第一季)      | 第1-19、23集                | 金楨勛、具俊曄、李必模                                                                            | 固定成員                         |
| 2018-12-20～ 2019-02-21            | tvN       | 《我的英文青春期100小时》   | 第1集-10集                  | 李在龙、金垣喜、RISABAE、渽民 (NCT)                                                               | 固定 成員                        |
| 2019-03-07～2019-05-09             | SBS       | 《俘获芳心频道》            | 第15集-23集                 | 苏有珍、沈勇焕、全凡善（全凡善与贵族们）及汤马士·埃姆古特拿                                       | 固定 成員                        |
| 2019-03-17～2019-06-09             | tvN       | 《大逃脫 (第二季)》         | 第1-13集                    | 姜鎬童、金東炫、神童、柳炳宰、P.O                                                                 | 固定成員                         |
| 2019-03-16～2019-09-07             | tvN       | 《傻瓜們的監獄生活》        | 第1集-26集                  | 李壽根、鄭亨敦、黄帝聖、李相燁、張度練、JB(GOT7)、勝寬(Seventeen)、崔叡娜(IZ*ONE)、安俞真(IZ*ONE) | 固定成員                         |
| 2019-03-29～2019-06-14             | Channel A | 《地球人LIVE》              | 第1-12集                    | 安炫牟、李常敏、朴俊炯、HAHA                                                                      | 固定成員                         |
| 2019-06-21～2019-10-11             | JTBC      | 《惡評之夜》                | 第1集-第16集                | 申東燁、金淑、崔真理                                                                              | 固定成員                         |
| 2019-08-03～2020-5-30              | MBN       | 《自然地》                  | 第1集-第43集                | 錢忍和、殷志源（水晶男孩）、趙炳圭                                                                | 固定成員                         |
| 2019-08-18~至今                    | MBC       | 《越線的傢伙們Returns》     | 第1集-至今                  | 全炫茂、柳炳宰、薛民锡                                                                            | 固定成员                         |
| 2019-11-08                         | Netflix   | 《明星來解謎 (第二季)》     | 第1集-第10集                | 劉在錫、安在旭、朴敏英、李昇基、吳世勳、金世正                                                    | 固定成員                         |
| 2019-12-08～至今                   | KBS       | 《兩天一夜》(第四季)        | 第1集-至今                  | 延政勳、金宣虎、文世潤、DinDin、RAVI、羅人友、柳善皓                                              | 固定成員                         |
| 2020-2-10~2020-3-23                | tvN       | 《Kpop语学堂-歌词语言》     | 第1集-第7集                 | 李尚敏、张度练                                                                                    | 固定成员                         |
| 2020-03-01～2020-6-14              | tvN       | 《大逃出 (第三季)》         | 第1集-第12集                | 姜鎬童、金東炫、神童、柳炳宰、P.O                                                                 | 固定成員                         |
| 2020-07-08～至今                   | E Channel | 《真朋友》                  | 第1集-至今                  | Haha、梁东根、张东民、宋在熙、崔弼立                                                              | 固定成员                         |
| 2021-01-22                         | Netflix   | 《明星來解謎 (第三季)》     |                             | 劉在錫、李光洙、朴敏英、李昇基、吳世勳、金世正                                                    | 固定成員                         |
| 2021-7-11～2021-10-03              | tvN       | 《大逃出 (第四季)》         | 第1集-第12集                | 姜鎬童、金東炫、神童、柳炳宰、P.O                                                                 | 固定成員                         |

## 電視作品
- 2012年 KBS 《順藤而上的你》 客串
- 2012年 TVN 《请回答1997》 客串
- 2012年 KBS 《親愛的瑞英》 客串
- 2013年 TVN 《请回答1994》 客串
- 2017年 KBS 《最佳的一击》 客串

## 奬項
- 2004年5月9日 KM 確定 人氣歌謠 第一位(2周) - 迪斯科王
- 2004年5月15日 MBC 音樂 camp 第一位(3周) - 迪斯科王
- 2004年5月16日 SBS 人氣歌謠 mutizen 網評(3周) - 迪斯科王
- 2004年6月27日 SBS人氣歌謠mutizen 網評 - 火花
- 2004年7月3日 MBC 音樂 camp 第一位(2周) - 火花
- 2004年7月15日 音盤協會 上半期 音盤 銷售量第二位
- 2004年12月2日 金唱片優秀獎
- 2004年12月4日 Mnet KMTV 授予音樂錄影帶最佳混聲組合獎
- 2004年12月10日 首爾歌謠大賞 優秀獎
- 2004年12月29日 SBS 歌謠大賞 優秀獎
- 2004年12月30日 KBS 歌謠大賞 優秀獎
- 2004年12月31日 MBC 10大 歌手賞 優秀獎
- 2005年1月15日 MBC 音樂 camp 第一位 - BINGO
- 2005年11月27日 Mnet KMTV 授予音樂錄影帶最佳混聲組合獎
- 2005年12月7日 金唱片優秀獎
- 2005年12月30日 KBS歌謠大賞 優秀獎
- 2006年12月30日 KBS演藝大賞 最佳娛樂人獎
- 2011年11月24日 KBS演藝大賞 大賞(兩天一夜)
- 2013年12月30日 SBS演藝大賞 最佳娛樂人獎
- 2015年12月26日 KBS演藝大賞 最優秀獎
- 2016年12月24日 KBS演藝大賞 大賞
- 2020年12月29日 MBC演藝大賞 男子優秀賞（音樂與脫口秀類）
- 2021年12月24日 KBS演艺大赏 本年度综艺人赏
- 2021年12月28日 MBC演艺大赏 人气赏
- 2022年12月24日 KBS演艺大赏 本年度综艺人赏
- 2023年12月24日 KBS演艺大赏 大赏(两天一夜)
- 2023年12月30日 SBS演艺大赏 最优秀赏
- 2024年12月21日 KBS演艺大赏 最佳团队合作奖(两天一夜)
- 2024年12月21日 KBS演艺大赏 PD特别奖
- 2024年12月21日 KBS演艺大赏 本年度综艺人赏

## 備註
1. ↑  [因為特別喜愛麵食。]
2. ↑  在2011年4月14日的《黃金漁場》，他清楚的把自己的漢名寫出。
3. ↑  . Yahoo. 2013-09-23  [2019-05-06]. （原始内容存档于2019-05-06）.
4. ↑  . 韓星網. 2019-07-16  [2019-08-10]. （原始内容存档于2019-07-28） （中文（臺灣））.